# جيمس يونغ (ملاكم)
جيمس يونغ (بالإنجليزية: James Young)‏ (15 يوليو 1844 بناشفيل في الولايات المتحدة - 19 يناير 1935 بتوسان في الولايات المتحدة) هو عامل مناجم وملاكم أمريكي.